# 臨界点 -CRITICAL POINT-
『臨界点 -CRITICAL POINT-』（りんかいてん　クリティカルポイント）は、Sweet Basil（スイートバジル）から1998年7月24日に発売されたアダルトゲーム。
『機動戦士ガンダム』や『超時空要塞マクロス』などで知られる脚本家の松崎健一が原作者を務めていることで知られている。

## システム
本作は主人公「大隈レイジ」を操り、月面基地を取り巻く陰謀に立ち向かう選択式アドベンチャーである。
本作におけるトゥルーエンドは一つだけであり、このほかにもヒロインたちを題材としたルートも存在する。
このうち、ジュリエッタルートは、トゥルーエンドの直前である行動をいさめることによって進めるようになる。一方、黄麗の部屋に入ると、SM色の強い彼女のルートへと進むことができる。

## ストーリー
西暦2037年。世界は食糧不足から来る危機で四つのブロックに別れ、四つ巴の紛争を繰り返していた。
その四勢力の一つである「自由連合軍」に所属する大隈レイジは、2年前、敵の攻撃で右腕を失い軌道戦闘機のパイロットを引退し、技術部門へと鞍替えした。
ある日、彼は最近トラブルが多発する、月面基地の調査任務を極秘裏に与えられ、技術顧問として基地入りする。
着任から間もなく、CICルームの女性スタッフがレイジに迫ったかと思うと、止めに入った男性スタッフを犯すかのように性行為に持ち込む。
この女性スタッフが拳銃を出したことから、CICルームの主任の黄麗によって射殺されるが、先の男性スタッフも巻き添えで死ぬ。
危機感を抱いたレイジは、相棒であるアンドロイド・エリスや、助手の篠塚レイコらと協力して調査に当たる。
やがて、基地内の人間たちが異常な性欲に呑まれていることや、メインコンピュータがウイルスに感染していることが判明する。

## 登場人物
大隈レイジ（おおすみ　れいじ）
主人公。階級は大尉。月面基地の水面下で動く陰謀を暴き出すため、技術顧問ということで月面基地に来る。
エリス・トライアド
声：西野ありす
レイジのパートナーの女性。階級は少尉。一見すると普通の人間に見えるが、正体は科学の粋を集めた第四世代アンドロイド。また、プロトタイプであり、性交をする機能を持つ。
カーラ・ベネディクト
声：山田夜詩子
月面基地の女司令官。階級は中佐。コマンドから司令へと昇進した、叩き上げの軍人。離婚歴あり。
篠塚レイコ（しのづか　れいこ）
声：木村真理子
月面基地の女性技術顧問で、レイジの助手。自由連合軍に所属しており、階級は伍長。コンピューターマニア。日本語を喋れるが、意味のとらえ方が違うこともしばしば。カーラにあこがれている。
モニカ・ブラウン
声：梅田桃
月面基地に滞在する女性ジャーナリストで、基地内では唯一の民間人。カメラ用ゴーグルを着用している時は男性的な荒々しい態度をとる一方、着用していない時は大人しい性格になる。
黄麗（ウォンライ）
声：白井綾乃
月面基地の技術部門責任者の女性。自由連合軍に所属しており、階級は大尉。ツンとした性格でカーラの事をよく思っていない。
SMマニアでサドヒスト。マレッタとはレズの関係である。
ジュリエッタ・ソーンダイク
声：茉莉奈
月面基地のコマンド指揮官であり、格闘技の達人でもある。自由連合軍に所属しており、階級は少尉。カミンスキーを強く信頼している。
常に露出度の高い格好で行動している。また、薬物に依存している。
マレッタ・ディアス
声：山吹小鳥
月面基地の女技術兵。階級は中尉。SMマニアでマゾヒスト。黄麗とレズ関係である。
ジャッキー・カミンスキー
月面基地のコマンド補佐官。階級は軍曹。鍛え上げられた肉体派の男。
シャーリー・ユン
ノベルス版のみに登場するヒロイン。軌道戦闘機パイロット。レイジの元パートナー。2年前の作戦中に死亡。
バズース・ダビ
テロ組織「後進国互助同盟」の幹部。レイジの片腕を奪った男。コマンド部隊の攻撃により死亡。
ツェイ
月面基地の女性技術部員。レイジ到着直後、突然発狂し黄麗に射殺される。
チャチャイ
月面基地の男性技術部員。発狂したツェイに射殺される。
クリスティン・ラッセル
月面基地の男性技術部員。階級は准尉。物語中盤で何者かに殺害される。

## 評価
『電脳美少女虎の巻』においては、SFで知られる松崎を原作者として迎えているだけあってストーリーも練りこまれており、ストーリーのテンポもよいと評価されている。
また、同書においては、既読スキップ機能や3DCGによる背景グラフィックも評価されている。